# Cinuos-chel

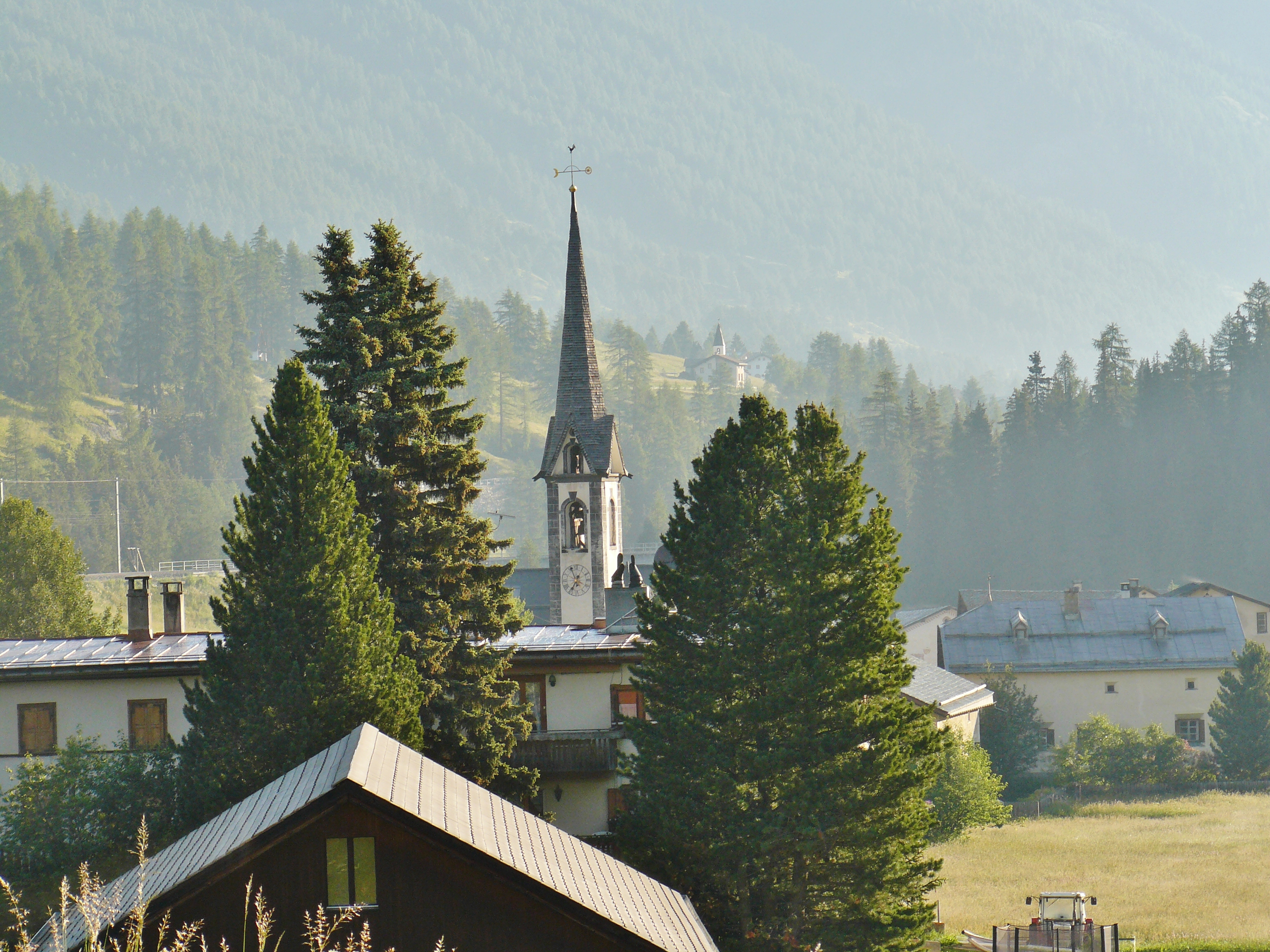
Kirche Cinuos-chel

Cinuos-chel ([tsiˈnuə̯ʃtɕəl]ⓘ), deutsch Cinuskel, ist eine Fraktion der Oberengadiner Gemeinde S-chanf im Kanton Graubünden in der Schweiz, talabwärts an der Grenze zum Unterengadin auf einem Plateau über der Innschlaufe gelegen. Das Strassendorf befindet sich an der Hauptstrasse 27 auf halbem Weg zwischen S-chanf und Brail. 
Die Einwohner sprechen das rätoromanische Idiom Puter und sind mehrheitlich reformierter Konfession. Der Bahnhof Cinuos-chel/Brail schliesst den Ort an die Engadiner Linie der Rhätischen Bahn an.

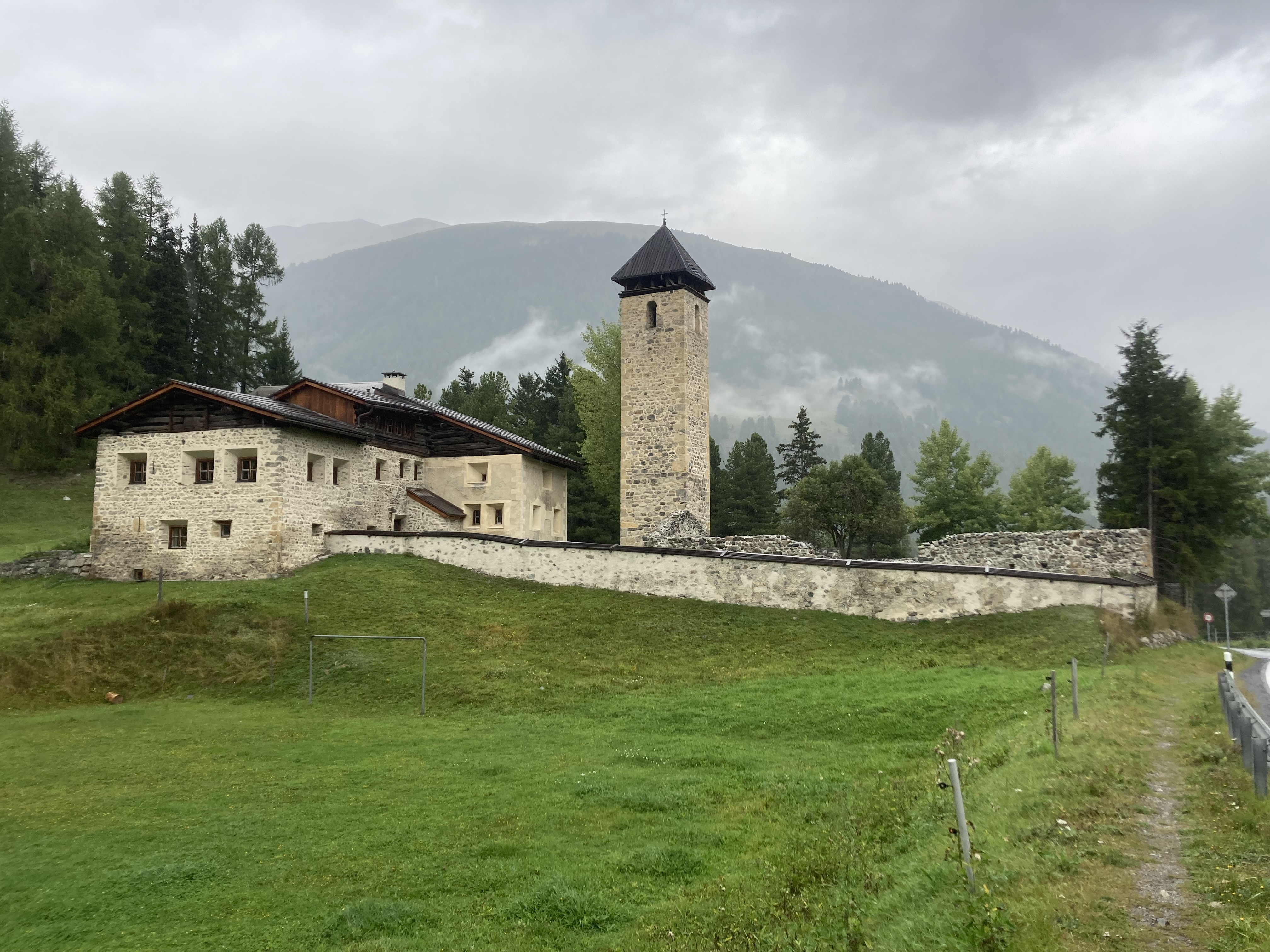
Chapella, mittelalterliche Kirchenruine

## Geschichte
1327 wird Cinuos-chel als Zinusclo erwähnt. 1999 zählte die Fraktion 85 Einwohner. 1615 entstand die reformierte Kirche mit einem Friedhof, in der 1658 bis 1834 ein eigener Geistlicher tätig war. Cinuos-chel war früher Umschlagplatz für den Saumverkehr auf der Engadinerroute und über den Scalettapass. Seit 1850 führt die Talstrasse am Dorf vorbei.

## Sehenswürdigkeiten
Sechs typische Engadiner Häuser mit erlesenen Sgraffito-Ornamenten.
Cinuos-chel ist im Inventar der schützenswerten Ortsbilder der Schweiz aufgeführt. Unter Denkmalschutz steht die reformierte Dorfkirche.